# Tasiocera ursina
Tasiocera ursina är en tvåvingeart som först beskrevs av Osten Sacken 1860.  Tasiocera ursina ingår i släktet Tasiocera och familjen småharkrankar. Inga underarter finns listade i Catalogue of Life.